# Козловщинский сельсовет (Гродненская область)
Козловщинский сельсовет — административная единица на территории Дятловского района Гродненской области Белоруссии. Административный центр — городской посёлок Козловщина.

## Состав
Козловщинский сельсовет включает 33 населённых пункта:
- Амбражилевичи — деревня
- Ананичи — деревня
- Городки — деревня
- Гербелевичи — деревня
- Денисово — деревня
- Долбневичи — деревня
- Драбовичи — деревня
- Дуборовщина — деревня
- Козловщина — городской посёлок
- Колки — деревня
- Куцки — деревня
- Лозки — деревня
- Леоновичи — агрогородок
- Малая Воля — деревня
- Маськовцы — деревня
- Медвиновичи — деревня
- Молдовичи — деревня
- Ненадовичи — деревня
- Пархуты — деревня
- Пацевичи — деревня
- Подвеликое — деревня
- Рандиловщина — деревня
- Русаки — деревня
- Саловичи — деревня
- Самойловщина — деревня
- Сверплевичи — деревня
- Скипоровичи — деревня
- Скрендевичи — деревня
- Скрунди — деревня
- Смоляная Печь — деревня
- Трохимовичи — деревня
- Хомичи — деревня
- Черленка — деревня

## Достопримечательности
- Свято-Успенская церковь (начало XX века) в г. п. Козловщина